# Mesquita de Kalenderhane

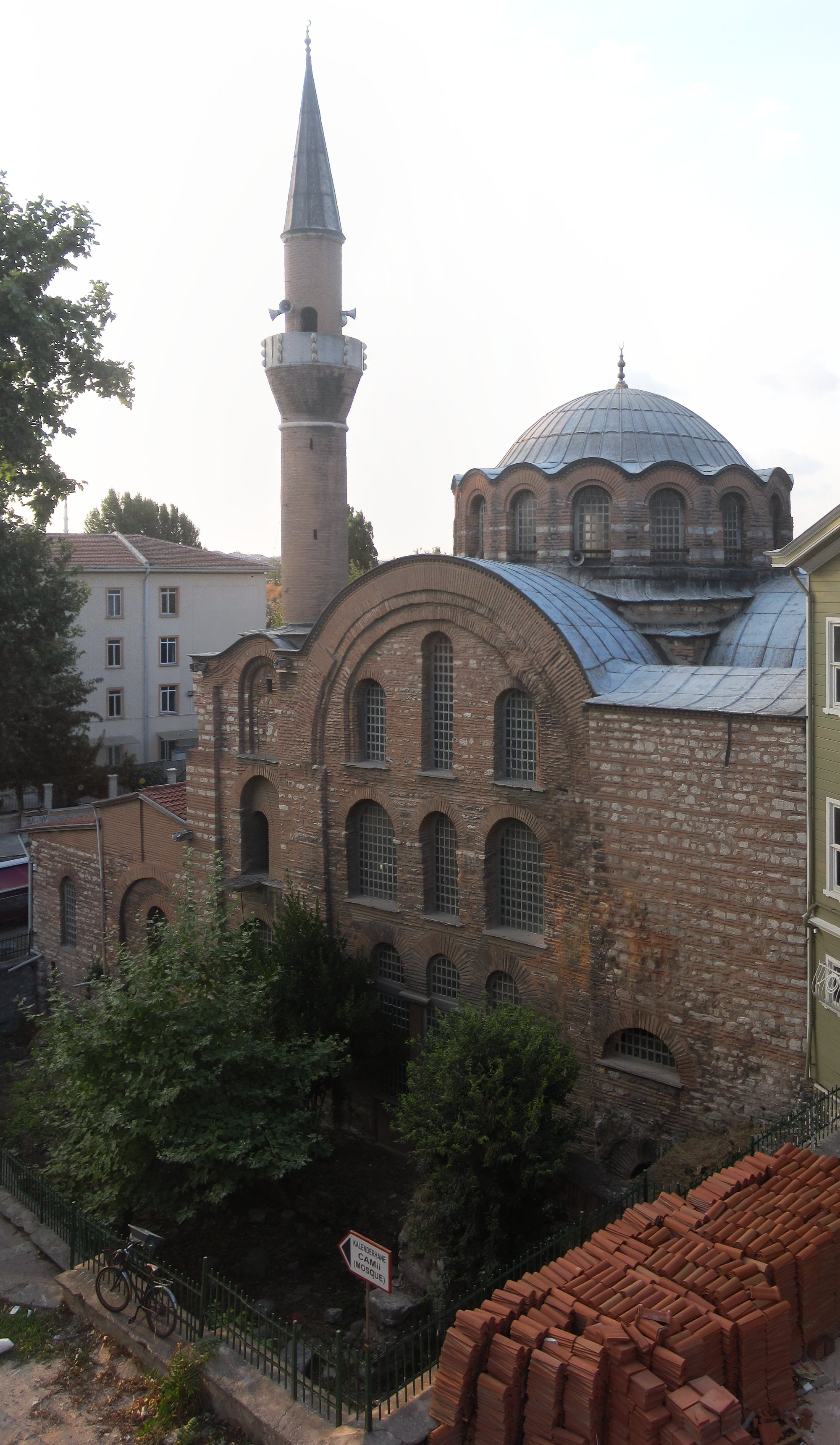
Vista sud de la mesquita al 2012

La mesquita Kalenderhane (turc: Kalenderhane Camii) és una mesquita d'Istanbul d'època otomana, que abans havia estat una església ortodoxa. Es creu que l'església va estar originàriament dedicada a la Mare de Déu. És un dels pocs exemples d'arquitectura romana d'Orient amb planta de creu grega.

## Localització
La mesquita està situada al costat de l'aqüeducte de Valent, al barri de Vefa, en el districte de Fatih.

## Història
El primer edifici situat en el solar fou unes termes romanes; cap al segle vi (la datació es basa en una moneda trobada en una excavació arqueològica del substrat) s'hi edificà una església de sala amb un absis construït contra l'aqüeducte de Valente. Més tard, possiblement al segle vii, es construí una altra església més gran al sud de la primera església. Una tercera, que va reutilitzar el santuari i l'absis (destruït posteriorment pels otomans) se'n pot datar al final del segle xii, durant l'última part de la dinastia Comné. L'església quedà envoltada pels del monestir, que van desaparèixer totalment durant el període otomà. Després de la Quarta Croada de Constantinoble, l'edifici l'usaren els croats com a església catòlica pertanyent a l'orde franciscà.
Després de la caiguda de Constantinoble el 1453, l'església va ser assignada per Mehmet II als Kalender', un grup de dervixos. Aquests la van usar com a zaviye i imaret, per la qual cosa des de llavors s'anomena Kalenderhane (‘la casa dels Kalender’).
El waqf, el patrimoni amb què s'havia de mantenir, es dotà amb diversos béns a Tràcia i molts banys turcs a Istanbul i Gàlata. Més tard, Arpa Emini Mustafa Efendi hi construí un mektep (‘escola’) i una madrassa.
Al 1746, Hacı Beşanar Ağa (d. 1747), el Kizlar Ağası del palau de Topkapı, va construir un mihrab, minbar i un mahfil, i completà la transformació de l'edifici d'església a mesquita. Devastada pel foc i danyada pels terratrèmols, la mesquita fou restaurada el 1855 i una altra vegada entre 1880 i 1890. Va ser abandonada en els anys 1930, després de l'esfondrament del minaret causat per un llampec, i la demolició de la madrassa.
La restauració de l'edifici data dels anys 1970: va ser estudiada durant deu anys per Cecil L. Striker i Doğan Kuban, que li van retornar l'aspecte del segle xii. D'altra banda, es reconstruïren el minaret i el mihrab, i això va permetre que la mesquita s'obrira de nou a l'adoració.
La restauració proporcionà, a més, una solució al problema de la denominació de l'església: mentre que abans es pensava que el nom n'era Theotokos tēs Diakonissēs (‘Mare de Déu de la Diaconessa’) o Christos ho Akatalēptos, el descobriment d'un fresc a la capella sud-est i un altre fresc a l'entrada, al nàrtex, amb la paraula «Kyriotissa» fa que siga molt probable que l'església fos dedicada a la Mare de Déu de Kiriótissa.

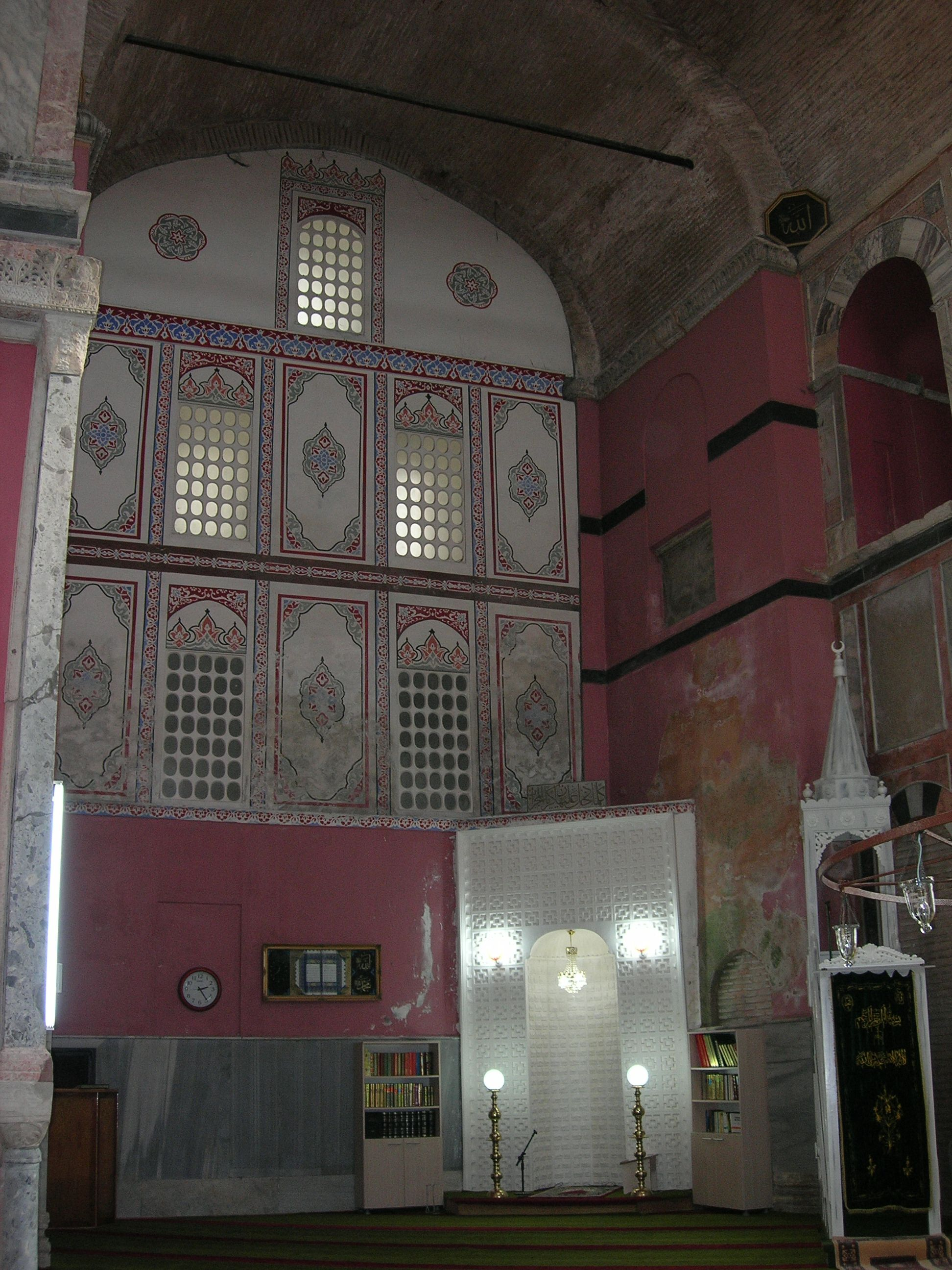
El santuari amb el mihrab vist des de l'oest

## Arquitectura i decoració
L'edifici té una planta central de creu grega amb arcs torals sobre els braços, amb una cúpula de 16 nervis. L'estructura n'és la típica romana d'Orient, amb alternança de maó i pedra. L'entrada al temple es fa per un nàrtex o un altre nàrtex (afegit després) al costat oest.
Una galeria superior sobre el nàrtex, seguint el plànol de l'església del Pantokrator, se'n llevà el 1854. També els passadissos nord i sud de la nau foren destruïts, possiblement al segle XIX. Els arcs triples que connecten els passadissos amb la nau ara són les finestres més baixes de l'església.
El santuari n'és a la zona est; el mihrab reconstruït i el mínbar, però, en són en una cantonada, per tenir l'alineació apropiada amb La Meca.
Dues petites capelles nomenades pròtesi i diaconicó, típiques de les esglésies romanes d'Orient del període mitjà i final, hi han sobreviscut.
La decoració interior de l'església, amb plafons de marbre acolorits, motllures i imatges o icones, encara perduren. El temple té dues característiques que el fan únic a Istanbul: un mosaic romà d'Orient d'un metre quadrat que representa la festa de la Candelera i és l'única mostra preiconoclasta amb motiu religiós que va sobreviure a la ciutat, i un cicle de frescs del segle xiii (trobat en una capella a la cantonada sud-oriental de l'edifici, pintat durant la dominació llatina) sobre la vida sant Francesc d'Assís. Aquesta n'és la representació més antiga del sant i degué ser pintada poc després de la seua defunció el 1226. Tots dos ara s'han restaurat parcialment i es poden veure al Museu Arqueològic d'Istanbul.
La mesquita de Kalenderhane representa —amb la mesquita de Gül a Istanbul, l'església de Santa Sofia a Tessalònica i l'església de la Dormició a İznik— un dels principals exemples arquitectònics d'església amb planta de creu grega del període romà d'Orient mitjà.